# バシリカ・ユリア

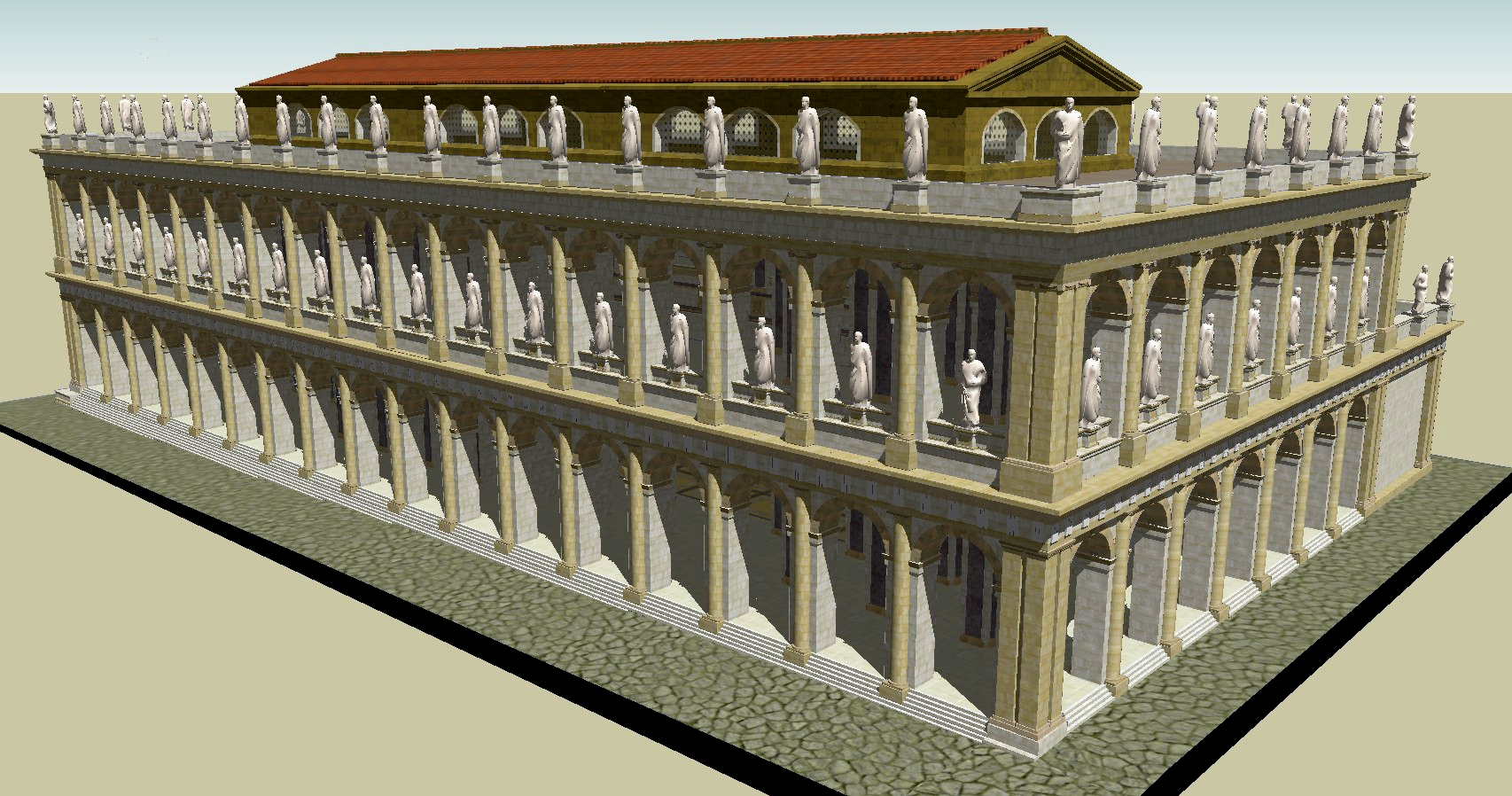
想像図

バシリカ・ユリア(ラテン語: Basilica Julia)は古代ローマのフォルム・ロマヌムにあった公会堂（バジリカ）。フォルム・ロマヌムの中央広場（フォルム）からみて、聖なる道を挟んだ南側に隣接している。

## 概要
バシリカ・ユリアは、紀元前54年）にガリア戦争の勝利で得た資金をもとにして、カエサルが建設を始めたものである。建設用地は、紀元前170年に建てられたバシリカ・センプロニアを取り壊した跡地を利用しており、施設は紀元前46年に供用が行われ、最終的な建物の完成はカエサルの後継者であるアウグストゥスの時代になってからである。この施設は完成後まもなく火災で大きく被害を受け、紀元12年に改築・拡張されている。また、再度の火災により被害を受けたため、238年に第51代皇帝（東方正帝）ディオクレティアヌスにより改築が行われたことが分かっている。
このバシリカは主に民事裁判所として使われ、また施設内にはタベルナ（食堂）街や官公庁の事務所も居を構えていた。特別民事裁判所ケントゥムビリ（百人法廷）の会場としても有名で、相続問題について審理される法廷ともなっていた。小プリニウスの書簡によれば、『新たな嫁を迎えた10日後に死去した80歳の故人が、提訴者Attia Viriolaを相続人から外したのは違法である』との訴えを審理した例が書かれている。
また、ローマ市民の会合の場所としてもよく使われ、そのための部屋や店などもあったが、バシリカ・ユリアの本来目的は裁判所の法廷としての利用であった。ポルチコ（列柱廊）の大理石床には8×8のマス目が嵌め込まれている場所があり、市民がチェスやチェッカーのようなゲームに興ずる場所をも提供していたようだ。
410年の西ゴート族アラリック1世によるローマ略奪でバジリカは破壊され廃墟となっていたが、7世紀から8世紀頃に教会として建物の残存部分が利用されたようである。現在、バシリカ・ユリアは周囲より1mほど嵩上げされた101m×49mの長方形基礎部分が残存しており、聖なる道に面した側は階段状の基盤が残っている。建物を支えていた柱や壁は、北西角に若干の壁と共に残存している円柱数本を除いて、基礎部分の礎石を残すのみでほぼ全てが失われている。バシリカの中央の大広間は82m×16mの広さで、周囲を7.5m幅の大理石円柱で支えられた柱廊で取り囲んでいた。